# Phlebosotera peculiaris
Phlebosotera peculiaris är en tvåvingeart som beskrevs av Curtis W. Sabrosky 1957. Phlebosotera peculiaris ingår i släktet Phlebosotera och familjen smalvingeflugor. Inga underarter finns listade i Catalogue of Life.